# Непорент (гмина)
Непорент (пол. Nieporęt) — сельская гмина (волость) в Польше, входит как административная единица в Легионовский повет, Мазовецкое воеводство. Население — 12 645 человек (на 2004 год). Административный центр — деревня Бялобжеги.

## Демография
| Перепись                       | Всего   | Всего | Женщины | Женщины | Мужчины | Мужчины |
| ------------------------------ | ------- | ----- | ------- | ------- | ------- | ------- |
| Единицы                        | человек | %     | человек | %       | человек | %       |
| Население                      | 12 645  | 100   | 6403    | 50,6    | 6242    | 49,4    |
| Плотность населения (чел./км²) | 125,8   | 125,8 | 63,7    | 63,7    | 62,1    | 62,1    |

## Сельские округа
1. Александрув
2. Беняминув
3. Бялобжеги
4. Изабелин
5. Конты-Венгерске
6. Михалув-Грабина
7. Михалув-Регинув
8. Непорент
9. Рембельщызна
10. Рыня
11. Станиславув-Первши
12. Станиславув-Други
13. Воля-Александра
14. Вулька-Радзыминьска
15. Зегже-Полуднёве

## Соседние гмины
1. Гмина Яблонна
2. Легьоново
3. Марки
4. Гмина Радзымин
5. Гмина Сероцк
6. Варшава
7. Гмина Велишев